# میووشوو
میووشوو (به لاتین: Miłoszów) یک روستا در لهستان است که در گمینا لشنا واقع شده‌است. میووشوو ۷۸۰ نفر جمعیت دارد.